# Besleria immitis
Besleria immitis är en tvåhjärtbladig växtart som beskrevs av Conrad Vernon Morton. Besleria immitis ingår i släktet Besleria och familjen Gesneriaceae. Inga underarter finns listade i Catalogue of Life.